# Сила зла (фильм, 1948)
«Сила зла» — малобюджетный американский фильм-нуар 1948 года, снятый по роману лауреата Пулитцеровской премии Айры Вольферта «Люди Такера».

## Сюжет
Беспринципный адвокат Джо Морс (Джон Гарфилд) вступает в союз с главарём гангстеров Беном Такером (Рой Робертс). Их цель — контроль над нелегальным лотерейным бизнесом Нью-Йорка. Старший брат Джо, Лео, благодаря которому тот смог выучиться на адвоката, сам ведёт небольшое нелегальное букмекерское дело и не собирается переходить под крышу мафии. Однако Джо считает, что слияние с могущественным гангстерским синдикатом пойдёт делу брата только на пользу, и готов действовать за его спиной. Слишком поздно он понимает, что мелкой рыбёшке не место в играх акул и что он погубил брата. Раскаявшись, он становится на сторону закона.

## Актёры и роли
- Джон Гарфилд — Джо Морс
- Томас Гомес — Лео Морс
- Мэри Виндзор — Эдна Такер
- Барри Келли — детектив Иган
- Пол Маквей — Хоб Уилок
- Беатрис Пирсон — Дорис Лоури, секретарша Лео
- Стэнли Прейджер — Уолли, гангстер
- Рой Робертс — Бен Такер
- Пол Фикс — Билл Фикко, гангстер
- Хоуленд Чемберлен — Фредди Бауэр, бухгалтер Лео
- Сид Томак — Тейлор (в титрах не указан)

## Награды и номинации
- В 1994 году фильм, получивший неоднозначные отзывы критиков после выхода на экран[1], был включён в Национальный реестр фильмов Библиотеки Конгресса США как национальное культурное достояние.

## Интересные факты
- В 1953 году Bank of America наложил арест на имущество студии Enterprise Productions, выпустившей «Силу зла», за долги в размере более 200 тысяч долларов, не выплаченные после съёмок[2].
- Режиссёр Абрахам Полонски в 1951 году был внесён в чёрный список Комиссии по расследованию антиамериканской деятельности после того, как отказался подтвердить или опровергнуть обвинение в принадлежности к компартии США. Следующий свой фильм он смог поставить только в 1968 году[2].
- Ассистентом режиссёра в титрах значится Роберт Олдрич, впоследствии внёсший свой вклад в жанр нуара («Целуй меня насмерть»).